# Léna
Lena là một tổng thuộc  tỉnh Houet ở tây nam Burkina Faso. Thủ phủ là thị xã Lena..

## Các thị xã và làng xã
Batoungouana, Bodialedaga, Bona, Kofila, Konkourona, Konzo, Kouekouesso, Koundimi, Tatalama, Toungouana, Walama, Yabasso và Zatama.